# Анакинра
Анакинра (торговое наименование — Кинерет) — это рекомбинантный и слегка модифицированный вариант белка-антагониста рецептора интерлейкина-1 человека, используемый в терапии воспалительных заболеваний, в частности, ревматоидного артрита. Блокируя каскад реакций IL-1, анакинра снижает воспаление и разрушение хрящевой ткани при артрите. Также данное средство может использоваться при редчайшей врождённой недостаточности антагониста рецептора IL-1.
Учитывая тот факт что непрерывная внутривенная инфузия анакинры может быть использована для ослабления цитокиновой бури, предложено использовать этот препарат для лечения COVID-19 в подгруппе пациентов с тяжелым течением заболевания из-за цитокиновой бури

## Фармакологические свойства
Механизм действия препарата заключается в связывании с рецептором интерлейкина-1, что приводит к ингибированию действия интерлейкина. Следствием этого является уменьшение продукции провоспалительных цитокинов, уменьшение пролиферации клеток и выработки белков острой фазы. Анакинра применяется при ревматоидном артрите у взрослых, в том числе в комбинации с другими антиревматическими препаратами. Как экспериментальный препарат анакинра применяется при синдроме Стилла (варианте ювенильного ревматоидного артрита), криопирин-ассоциированном периодическом синдроме, в том числе при мультисистемном воспалительном заболевании новорожденных. Согласно данным клинического исследования, анакинра может давать положительный эффект при цитокиновом шторме. Как экспериментальный препарат также используется для лечения сахарного диабета. Однако, в отличие от этанерцепта, анакинра противопоказана лицам с активным или латентным туберкулезом, поскольку может вызвать у них лейкопению.

### Фармакокинетика
Анакинра медленно распределяется в организме после подкожного применения, максимальная концентрация препарата достигается в течение 3–7 часов после применения препарата. Биодоступность анакинры составляет 95%. Данных по проникновению препарата через плацентарный барьер и выделение в грудное молоко человека нет. Метаболизм препарата мало исследован, предположительно анакинра, как и большинство биологических препаратов, метаболизируется в ретикуло-эндотелиальной системе. Анакинра выводится из организма с мочой. Период полувыведения из организма составляет 4–6 часов, и это время не меняется при печеночной и почечной недостаточности.

## Побочное действие
При применении анакинры побочные эффекты наблюдаются нечасто, наиболее частыми побочными явлениями при применении препарата являются лейкопения и нейтропения, лихорадка, кожная сыпь, головные боли, реакции в месте введения препарата, обострение или реактивация инфекций.

## Эксперименты
У здоровых, но пожилых мышей, лечение препаратом анакинра возвращало стволовые клетки крови в более молодое и здоровое состояние, что в результате улучшало их функцию и регенерацию клеток крови.

## Противопоказания
Анакинра противопоказана при применении при повышенной чувствительности к препарату. Не рекомендуется применение других иммунобиологических препаратов для лечения ревматоидного артрита, в частности с абатацептом, из-за незначительного количества совместного применения этих препаратов.

## Формы выпуска
Анакинра выпускается в виде раствора для инъекций в виде шприца по 100 мг.